# Giuseppe Pella

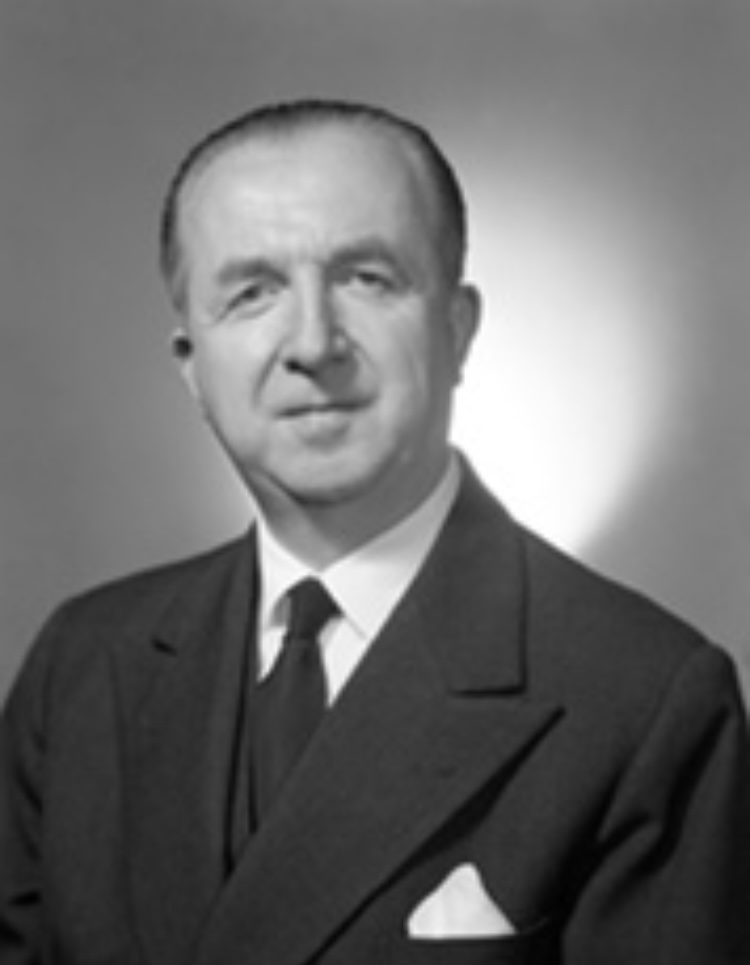
Giuseppe Pella

Giuseppe Pella (* 18. April 1902 in Valdengo, Piemont; † 31. Mai 1981 in Rom) war ein italienischer Politiker.

## Leben
Pella studierte Wirtschaft an den Universitäten Rom und Turin und schloss 1920 ein Studium als Diplom-Kaufmann ab. 1924 promovierte er zum Doktor der Nationalökonomie. Sofort nach der Befreiung Italiens von den Faschisten wurde er Mitglied der Democrazia Cristiana. Schon bald wurde er, unter Alcide De Gasperi, Staatssekretär für Finanzen und ab der vierten Regierung De Gasperi Finanzminister sowie Schatz- und Haushaltsminister (1948 bis 1953).
Er war vom 17. August 1953 bis zum 12. Januar 1954 Ministerpräsident seines Landes und mehrfach Außenminister. Außerdem war er von 1954 bis 1956 (nach dem Tod von Alcide De Gasperi) Präsident des Europäischen Parlaments.

## Ehrungen
- 1953: Großkreuz der Bundesrepublik Deutschland